# جسر السلطان سليم الأول
جسر السلطان سليم الأول (بالتركية: Yavuz Sultan Selim Köprüsü)‏ أو جسر إسطنبول الثالث ويطلق عليه أيضاً جسر البسفور الثالث (بالتركية: Üçüncü Boğaz Köprüsü)‏. أُنشئ كثالث جسر يربط بين ضفتي اسطنبول الاسيوية والأوروبية بعد جسر البوسفور وجسر السلطان محمد الفاتح. تم البدء بالعمل به عام 2013 وتم الانتهاء منه وافتتاحه في 26 أغسطس من عام 2016، والذي تقرر أن يكون اسمه "جسر السلطان سليم” بعد ان تم تركيب القطعة الاخيرة من القطع المعدنية التي تشكل هيكل الجسر  ويُعتبر أحد أطول الجسور المُعلَّقة في العالم.

## التأسيس والإنشاء
تمت الموافقة على خطط البناء للجسر الثالث من قبل وزارة النقل عام 2012, وقد تم منح رخص بناء المشروع إلى شركتي اتشتاش واستالدي. وبدأ ببناء الجسر رسميا مع وضع حجر الأساس في حفل في حزيران عام 2013, حضره رئيس الدولة آنذاك عبد الله غول ورئيس الوزراء وقتها رجب طيب أردوغان.

## التسمية
تم الإعلان عن اسم الجسر من قبل الرئيس التركي عبد الله غل حيث اتفق على تسميته باسم جسر يافوز سلطان سليم، تكريما للسلطان العثماني سليم الأول، الذي وسع الإمبراطورية العثمانية باتجاه الشرق الأوسط وشمال افريقيا بين عام 1514- 1517 وحصل على لقب خليفة الإسلام للسلالة العثمانية بعد فتحه لمصر في عام 1517.

## البناء
يبلغ عرض الجسر 59 مترًا وعمل فيه ألف و460 عاملًا ومهندسًا، وسيصبح أعرض جسر في العالم. وسيكون طوله 1408 أمتار فوق مضيق البوسفور، كما يضم 10 ممرات 8 منها للسيارات و2 أخريين للسكة الحديد. ويبلغ إجمالي طول الجسر ألفين و164 مترًا.

## الموقع
يقع الجسر بين منطقة غاريبتشه (بالتركية: Garipçe)‏ في ساريير (بالتركية: Sarıyer)‏ على الجانب الأوروبي من إسطنبول، ومنطقة بويرازكوي (بالتركية: Poyrazköy)‏ في بيكوز (بالتركية: Beykoz)‏ على الجانب الآسيوي من إسطنبول. وقد تم حفل وضع حجر الأساس في 29 يوليو /حزيران عام 2013  وتم افتتاحه 27 أغسطس عام.2016

## إنتهاء الأعمال وإفتتاح المشروع
في 26 أغسطس 2016 أحتفلت تركيا بافتتاح جسر «السلطان ياووز سليم» (سليم الأول) أعرض جسر معلق في العالم، الذي يربط شطري مدينة إسطنبول الأوروبي والأسيوي. وقد أفتتح الرئيس، رجب طيب أردوغان، ورئيس الوزراء، بن علي يلدريم، بحضور عدد من ممثلي الدول الأجنبية، الجسر الذي يعد ثالث جسر معلق على مضيق البوسفور، يربط بين القارتين الأوروبية والأسيوية. وسيوفر الجسر الذي شيده القطاع الخاص، خدمة مرور لقرابة 135 ألف سيارة يوميا، حيث يعد أعرض جسر معلق في العالم، بعرض 59 مترًا، ويحتوي على عشرة مسارات، 8 منها للسيارات، بواقع أربعة في كل جانب، ومسارين لقطارات السكك الحديدية.
ويُعرف جسر السلطان سليم أيضا، بأنه أطول جسر معلق مدعم بمسارات للسكك الحديدية في العالم، حيث يبلغ طوله 2164 مترا، كما تعد أعمدته الأعلى عالميا، بارتفاع 322 مترًا.

## معرض الصور

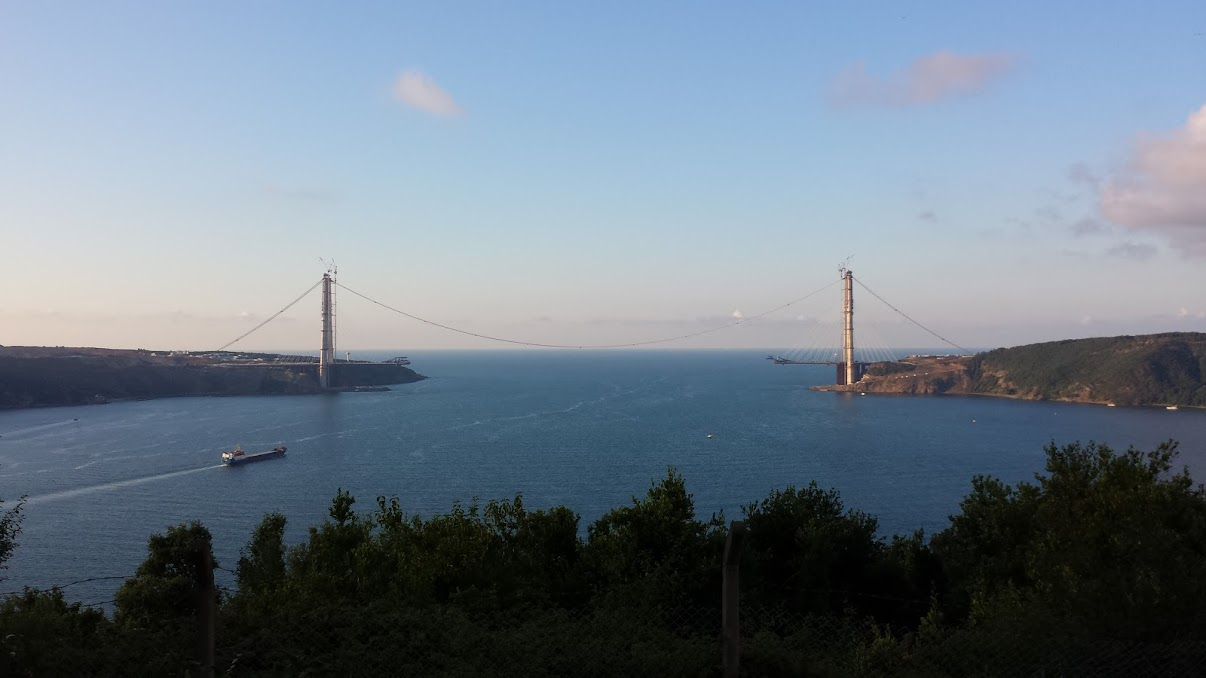
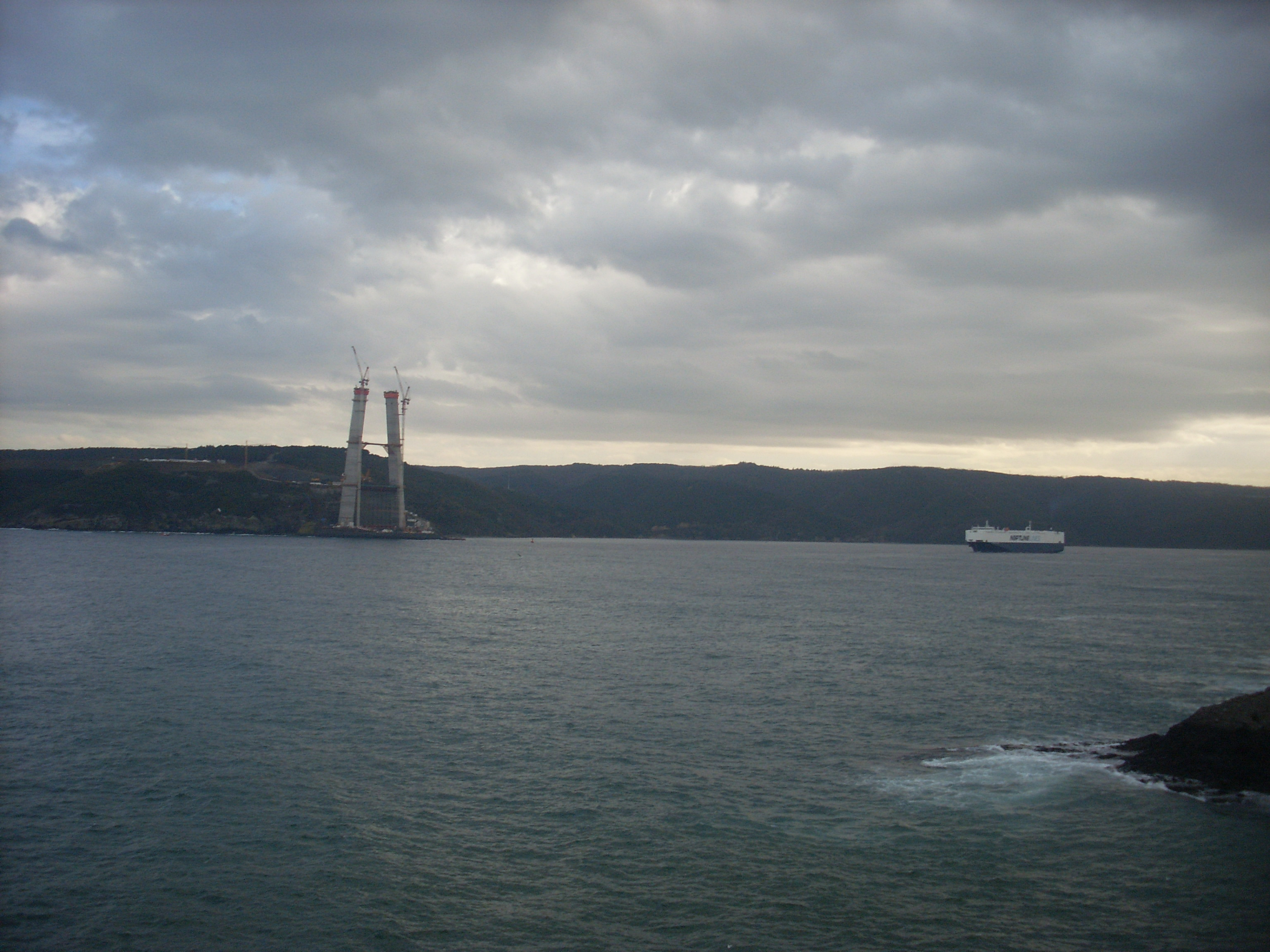
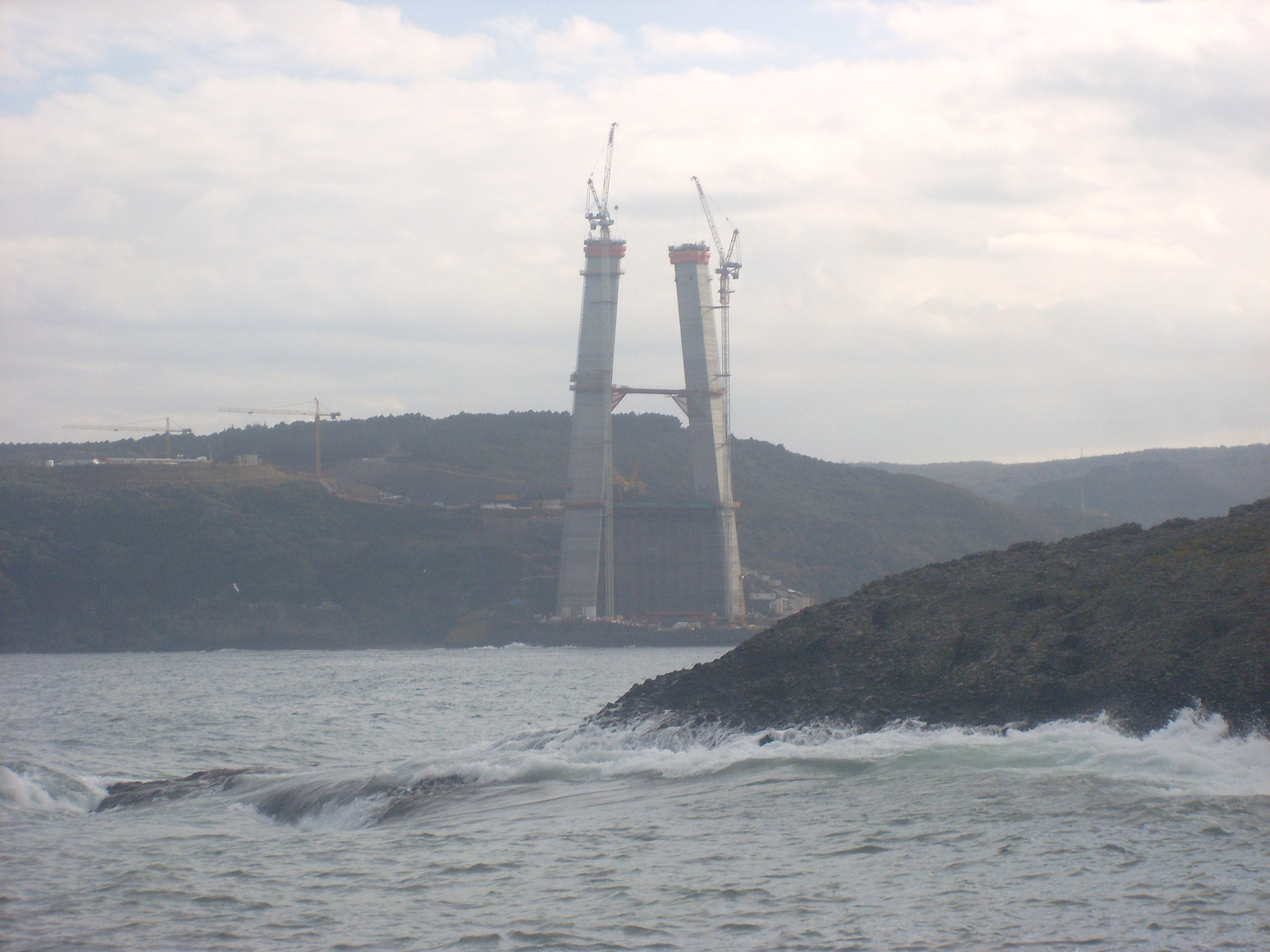